# Alicia Adélaide Needham
Alicia Adélaide Needham, née le 31 octobre 1864 à Oldcastle et décédée le 24 décembre 1945, à Londres. Elle est une compositrice irlandaise de chants et de ballades. Suffragette engagée, elle est la première femme à diriger au Royal Albert Hall de Londres et la première femme présidente du National Eisteddfod of Wales.

## Biographie
Alicia Montgomery est née à Oldcastle, dans le comté de Meath. Elle effectue sa scolarité d'abord à Londonderry pendant quatre ans, puis l'année suivante à Castletown, sur l'île de Man. Elle étudie ensuite à la Royal Academy of Music pendant une année seulement (1880-1881) : le piano avec le pianiste et compositeur irlandais Arthur O'Leary, l'harmonie et le contrepoint avec Frank Davenport, George Alexander Macfarren et Ebenezer Prout. En 1889, elle obtient son diplôme du Collège royal et devient licenciée de l'Académie. En 1893, elle obtient son diplôme au Royal College of Music. Elle épouse le médecin londonien Joseph Needham en 1892 et, en 1900, donne naissance à son unique enfant, Joseph.
Soutenue activement par son mari qui organise des concerts pour elle et s'occupe de ses premières publications, sa carrière musicale commence en 1894 avec un certain nombre de publications, de récitals de piano et de chant. Elle publie environ 700 compositions, dont la plupart sont des chansons et des ballades dans un style irlandais, mais aussi des duos, trios et quatuors pour voix et piano, de la musique pour piano, des orchestrations de chansons, des œuvres chorales, des fanfares et un service religieux. 200 ouvrages sont publiés à la British Library. Elle semble avoir arrêté de composer avant 1920. Elle meurt à Londres, dans un quasi anonymat, à la veille de Noël 1945,.

## Œuvres
- Maureen
- The Irish Reel
- Lonesome
- The Maid of Garryowen
- Husheen
- How Dear to Me the Hour
- Songs of Our Land